# Agirre (Arrigorriaga)
Agirre es una entidad de población española del municipio de Arrigorriaga, perteneciente a la provincia de Vizcaya, en la comunidad autónoma del País Vasco.

## Toponimia
El nombre del lugar puede encontrarse escrito con las grafías Agirre y Aguirre.

## Historia
Hacia mediados del siglo XIX, el lugar era referido como un caserío ya por entonces perteneciente a Arrigorriaga. Aparece descrito en el primer volumen del Diccionario geográfico-estadístico-histórico de España y sus posesiones de Ultramar de Pascual Madoz con las siguientes palabras:

AGUIRRE: cas. en la prov. de Vizcaya, en la república y anteigl. de Padura de Arrigorriaga (V.).
(Madoz, 1845, p. 158)

En 2023, la entidad singular de población tenía empadronados 45 habitantes.